# Die Schwächen der Frauen
Die Schwächen der Frauen (orig.: Elles) ist ein Film des portugiesischen Regisseurs Luís Galvão Teles aus dem Jahr 1997.

## Handlung
Der Film zeigt fünf Frauen über 40 und ihre Lebensgeschichten inmitten der malerischen Kulissen der alten Viertel Lissabons. Unerfüllte oder erloschene Liebe, die Dramen und Farcen des Lebens, und die Freude am Leben sind verbindende Themen der 5 Freundinnen. Eine davon ist Linda, die für ihre Fernsehsendung ihre Freundinnen nach ihren 3 Wünschen befragt. Linda hat eine Affäre mit dem jüngeren Regisseur Gigi, die sie selbst kompliziert gestaltet. Die Hochschullehrerin Eva ist verwitwet und ringt mit Zweifeln, als sie sich auf eine leidenschaftliche Affäre mit dem deutlich jüngeren Studenten Luis einlässt, der überdies der Sohn von Barbara ist. Die hypochondrische Barbara unterhält eine freundschaftlich lockere Beziehung zu ihrem geschiedenen Mann Edgar, obwohl sie anders fühlt. Die unnahbare Chloé bemüht sich um ein ausgeglichenes Leben zwischen ihrer Drogenvergangenheit und ihrer verheimlichten lesbischen Orientierung. Die Schauspielerin Branca genießt ihr turbulentes Leben, während sie mit einer konfliktbehafteten Beziehung zu ihrer Tochter umgehen muss.

## Produktion
1997 erhielt die Produktionsfirma Samsa Film vom Luxembourg Film Fund eine „Vertriebshilfe“ in Höhe von zwei Millionen Luxemburger Franken für den Film.

## Besetzung und Synchronisation
| Rolle   | Darsteller             | Synchronsprecher  |
| ------- | ---------------------- | ----------------- |
| Eva     | Miou-Miou              | Anita Lochner     |
| Linda   | Carmen Maura           | –                 |
| Barbara | Marthe Keller          | Viktoria Brams    |
| Chloé   | Marisa Berenson        | –                 |
| Branca  | Guesch Patti           | Kathrin Ackermann |
| Gigi    | Joaquim de Almeida     | Tommi Piper       |
| Edgar   | Didier Flamand         | –                 |
| Rita    | Florence Loiret Caille | –                 |
| Raquel  | Mapi Galán             | –                 |
| Luis    | Morgan Perez           | –                 |
| Inès    | Marie Guillard         | –                 |
| Alberto | Maurice Chevit         | –                 |

## Rezeption
„Die Stars  impulsiv, klug und verletzlich  strafen alle Haltbarkeitstheoretiker Lügen, die behaupten, jenseits der 30 seien Frauen im Kino Ausschußware. Fazit: Vergnügliche Frauen-Power“

„Eine in den Hauptrollen äußerst prominent besetzte Tragikomödie, der der Balanceakt zwischen heiterer Leichtigkeit und traurigem Ernst aber nur stellenweise gelingt. Überzeugend sind die faszinierenden Leistungen der Darstellerinnen, die den Film trotz seiner inszenatorischen Schwächen durchaus tragen.“